# Obadius
Obadius is een geslacht van kevers uit de familie van de loopkevers (Carabidae). De wetenschappelijke naam van het geslacht is voor het eerst geldig gepubliceerd in 1875 door Burmeister.

## Soorten
Het geslacht Obadius omvat de volgende soorten:
- Obadius affinis Tremoleras, 1931
- Obadius insignis Burmeister, 1875